# Швойницький Олексій Володимирович
Олексій Володимирович Швойницький (* 28 жовтня 1956, Львів — † 21 жовтня 2003, Лубни, Полтавська область) — радянський футболіст. Воротар, грав, зокрема, за «Карпати» (Львів), СКА «Карпати» (Львів) і «Ністру» (Кишинів). Майстер спорту СРСР (1979). Брат футболіста Олександра Швойницького.

## Життєпис
Вихованець СКА (Львів), тренер — Володимир Єгорович Вараксін.
Навчався у Львівському інституті фізичної культури.
Починав кар'єру у львівських командах «Карпати» та СКА «Карпати». Згодом виступав за клуби «Ворскла» (Полтава), «Волинь» (Луцьк), «Автомобіліст» (Житомир), «Нафтовик» (Охтирка), «Ністру» (Кишинів) і «Сула» (Лубни).